# Lana Condor
Lana Therese Condor (Cần Thơ, 11 de maio de 1997) é uma atriz e dançarina vietnamita-americana. Ela fez sua estreia como Jubilation Lee / Jubileu, super-heroína do filme X-Men: Apocalypse (2016), e teve seu primeiro papel principal como Lara Jean Song Covey na adaptação do livro homônimo To All the Boys I've Loved Before (2018-21). Ela teve grande destaque como Koyomi K. no filme de ficção científica, Alita: Battle Angel (2019). Ela também retratou Saya Kuroki na série de drama do Syfy, Deadly Class (2019).

## Biografia
Condor nasceu em Cần Thơ, Vietnã e foi criada em Chicago, Illinois. Ela foi adotada por pais Americanos, Mary Carol (nascida Haubold) e Bob Condor, em 6 de outubro de 1997, ao lado de seu irmão não-biológico, Arthur. O nome de nascimento de Lana era Tran Dong Lan, mas ela foi batizada como Lana Therese Condor após a sua adoção. Seu pai foi duas vezes nomeado jornalista no Prêmio Pulitzer além de ex-Vice-Presidente do Yahoo Sports. Condor e sua família viviam em Whidbey Island, Washington e Nova Iorque, antes de se instalar em Santa Mônica, Califórnia quando ela tinha 15 anos.

## Carreira
Condor fez sua estreia agindo como a mutante Jubilation Lee / Jubileu no filme de Bryan Singer, X-Men: Apocalypse, lançado em 27 de maio de 2016. Ela, a seguir, apareceu no filme de drama de Peter Berg, Patriots Day, retratando os eventos do Atentado à Maratona de Boston de 2013. O filme estreou no AFI Fest e foi lançado nos cinemas em 21 de dezembro de 2016. No ano seguinte, ela co-estrelou o filme de thriller romântico para a televisão High School Lover, ao lado de James Franco e Julia Jones, que estreou no canal de TV norte-americano, Lifetime, em 4 de fevereiro de 2017.
Condor interpretou o papel principal de Lara Jean no drama romântico de Susan Johnson, To All the Boys I've Loved Before, com base no romance adulto de Jenny Han de mesmo nome. O filme foi lançado pela Netflix em 17 de agosto de 2018. Ela foi escalada como Koyomi K. no filme de ficção científica de Robert Rodriguez, Alita: Battle Angel, produzido por James Cameron e baseado no romance gráfico de Yukito Kishiro. O foi lançado mundialmente no dia 14 de fevereiro de 2019.
Ela também está definida como co-estrela no coming-of-age de comédia romântica, Summer Night, ao lado de Analeigh Tipton e Justin Chatwin, dirigido por Joseph Cross e produzido por James Ponsoldt. Condor tem sido escalada como Saya Kuroki na série de televisão Deadly Class, com base no romance gráfico de Rick Remender de mesmo nome, com Benedict Wong.

## Vida Pessoal
Lana está em um relacionamento com Anthony De La Torre, um ator e músico americano. O casal começou a namorar em 2015 e desde então tem compartilhado sua vida juntos, frequentemente expressando seu carinho nas redes sociais. Anthony De La Torre também participou de projetos musicais e de atuação, e o casal é conhecido por seu apoio mútuo nas respectivas carreiras.
Em 2020, Lana contou a revista Teen Vogue que sua amizade com Noah Centineo acabou atrapalhando seu relacionamento com Anthony. "Eu amo o Noah com todo o meu coração, mas tive que fazer uma mudança quando as pessoas começaram a atacar Anthony nas redes sociais. Foi quando eu percebi que por mais que eu mostrasse meu amor e minha amizade por Noah, eu não podia manter tudo privado com Anthony". Contou ela.

## Filmografia

### Filme
| Ano  | Título                                 | Papel                              | Notas |
| ---- | -------------------------------------- | ---------------------------------- | ----- |
| 2016 | X-Men: Apocalypse                      | Jubilation Lee / Jubilee (Jubileu) |       |
| 2016 | Patriots Day                           | Li                                 |       |
| 2018 | To All the Boys I've Loved Before      | Lara Jean Song Covey               |       |
| 2019 | Alita: Battle Angel                    | Koyomi K.                          |       |
| 2019 | Summer Night                           | Lexi                               |       |
| 2020 | To All the Boys: P.S. I Still Love You | Lara Jean Song Covey               |       |
| 2021 | To All the Boys: Always and Forever    | Lara Jean Song Covey               |       |
| 2022 | Moonshot                               | Sophie                             |       |
| 2023 | Coyote vs. Acme                        |                                    |       |

### Televisão
| Ano  | Título              | Papel               | Notas            |
| ---- | ------------------- | ------------------- | ---------------- |
| 2019 | Deadly Class        | Saya Kuroki         |                  |
| 2019 | Rilakkuma and Kaoru | Kaoru (voz)         | Dublagem         |
| 2019 | BoJack Horseman     | Casey McGarry (voz) |                  |
| 2022 | Boo, Bitch          | Erika Vu            | Original Netflix |